# Thomas Hering (Basketballspieler)
Thomas Hering (* 4. Juli 1966 in Stuttgart) ist ein ehemaliger deutscher Basketball-Bundesliga-Spieler. Er gehörte dem Kader der Bundesligisten SV Möhringen und SpVgg 07 Ludwigsburg sowie dem Team des Yuba College an. Nach dem Studium am Yuba College in Kalifornien (Wirtschaftsinformatik) und der Ludwig-Maximilians-Universität München (Humanmedizin) arbeitete Hering als Geschäftsführer einer Unternehmensberatung.
Hering startete seine Karriere 1980 beim Stuttgarter Verein SV Möhringen. Dort gelang in der Saison 1983/84 der Aufstieg in die 2. Bundesliga Gruppe Süd. Am Saisonende wechselte er zum damaligen Zweitligisten SpVgg 07 Ludwigsburg und stieg mit diesem Team in der Folgesaison 1985/86 in die 1. Basketball-Bundesliga auf. Nach Abschluss der Saison 1986/87 wechselte Hering zum Studium an das Yuba College, wo er als Leistungsträger das Basketball-Team verstärkte und für das Leichtathletik-Team den 800-Meter-Lauf (PB: 1:56:65 min) bestritt.
Thomas Hering ist der Vater von Christina Hering und weiterhin im Freizeit-Sport aktiv.